# Jeremiah Cosden
Jeremiah Cosden (ur. 1768, zm. 5 grudnia 1824 w Baltimore, Maryland) – amerykański polityk.
W latach 1821–1822 był przedstawicielem szóstego okręgu wyborczego w stanie Maryland w Izbie Reprezentantów Stanów Zjednoczonych.